# Pabay
Pabay (schottisch-gälisch Pabaigh, altnorwegisch Papey, deutsch etwa: „Priesterinsel“) ist eine unbewohnte Insel der zu Schottland gehörenden Inneren Hebriden.

## Name
Die Insel ist nach den papar (von irisch pap, deutsch: „Papst“) benannt. Das waren irische Mönche, die bereits vor Ankunft der Norweger auf Island ansässig waren.

## Geographie
Pabay liegt nahe der Insel Skye im Inner Sound von Skye, rund vier Kilometer nordöstlich des Ortes Broadford. Nördlich von Pabay liegt die Insel Longay, westlich die Insel Scalpay. Pabay gehört ebenso wie Longay und Scalpay zur Civil parish Strath, deren Hauptteil auf Skye liegt.
Pabay ist rund 1,22 km² groß. Die Insel ist annähernd kreisförmig. Die Insel ist, anders als die umliegenden Inseln, weitgehend flach mit Kliffen an der Nord- und Ostküste. Die höchste Erhebung beträgt 28 Meter. Bei Niedrigwasser fallen die rund um Pabay liegenden Riffs trocken.
Pabay besteht vor allem aus fossilienhaltigem Kalkstein, vermischt mit glimmerhaltigem Schiefer, der als Pabba shale (deutsch: Pabba-Schiefer) bezeichnet wird. Dieses Gestein wurde während des Jurazeitalters als Sediment gebildet und vor rund 60 Millionen Jahren durch vulkanische Aktivität nach oben gedrückt. Die dadurch entstandenen Dykes schützen durch ihre Härte die Insel vor Erosion.

## Geschichte
Auf Pabay gibt es Reste einer Kapelle aus dem 13. Jahrhundert. Im 16. Jahrhundert galt die Insel zusammen mit Longay als Schlupfwinkel von Piraten. Im 19. Jahrhundert war Pabay besiedelt.

## Gegenwart

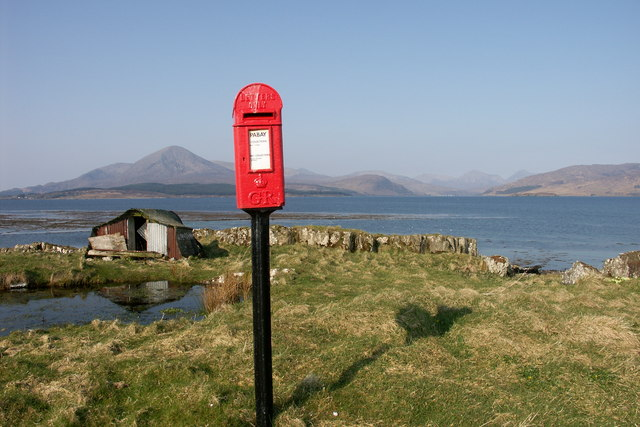
Briefkasten auf Pabay; im Hintergrund liegt Skye

Heute ist die Insel ohne dauerhafte Bewohner, ist aber per Boot und Helikopter zugänglich und kann bewohnt werden. Im Süden der Insel gibt es einen Bauernhof und weitere landwirtschaftlich genutzte Gebäude.
Pabay gibt regelmäßig eigene Briefmarken heraus. Auf der Insel befindet sich daher ein Briefkasten zum Versenden der damit frankierten Post.

## Natur
Auf der Insel finden sich Heide, Trockenrasen, Salzwiesen, einzelne Gehölze und Neuaufforstungen.

## Sonstiges
Drei kleine Inseln der Äußeren Hebriden heißen Paabay. Auf den Shetlandinseln sowie den Orkney findet man mehrfach den Inselnamen Papa. Alle diese Namen sind ebenfalls von papar abgeleitet.